# Michel Dussuyer
Michel Dussuyer est né le 28 mai 1959 à Cannes (Alpes-Maritimes), est un footballeur français jouant au poste de gardien de but, reconverti par la suite entraîneur de football.

## Biographie
Michel Dussuyer évolue comme gardien de but à l'OGC Nice, l'Olympique d'Alès et l'AS Cannes avant d'entamer une carrière d'entraîneur. 
D'abord adjoint à Cannes, il est ensuite sélectionneur de l'équipe de Guinée de 2002 à 2004. En mai 2006, il obtient le DEPF, plus haut diplôme d'entraîneur en France. En 2006, il devient l'assistant d'Henri Michel qui dirige l'équipe de Côte d'Ivoire. 
Puis il revient entraîner les Cannois en 2006-2007, avant de diriger la sélection béninoise à partir de juin 2008. Mais à la suite de l'élimination du Bénin lors du premier tour de la CAN 2010, il est limogé par la Fédération béninoise de football.
En mai 2010, Michel Dussuyer revient à la tête l'équipe de Guinée. Arrivant en fin de contrat en décembre 2013, son contrat est finalement renouvelé en février 2014.
Lors de la CAN 2015, il mène la Guinée en quarts de finale (défaite 3-0 contre le Ghana). Le 2 février, au lendemain de l'élimination de la Guinée, il démissionne de son poste de sélectionneur.
Le 20 juillet 2015, il est nommé sélectionneur de la Côte d'Ivoire. Le 29 janvier 2017 une semaine après l'élimination de la Cote d'Ivoire à la CAN 2017, il démissionne de son poste de sélectionneur.
En juin 2018, il est nommé sélectionneur du Bénin pour la deuxième fois de sa carrière, il conduit la sélection jusqu'en quarts de finale de la CAN 2019.
Le 21 septembre 2024, il est nommé sélectionneur du Syli national de Guinée pour la troisième fois en remplacement de Charly Paquille.